# Deutsche Fußballmeisterschaft 1935/36
Die 29. deutsche Meisterschaftssaison 1935/36 brachte sportlich einige Überraschungen. So erreichte der FC Schalke 04 zum ersten Mal seit drei Jahren nicht das Meisterschaftsfinale und scheiterte im Halbfinale. Schon in der Vorrunde wurde es recht eng für die Gelsenkirchener. Eine große Überraschung war auch der Vorstoß des schlesischen Meisters Vorwärts-Rasensport Gleiwitz ins Halbfinale dieser Meisterschaft.
Das überragende Team dieser Saison war allerdings der 1. FC Nürnberg, der zum 8. Mal das Meisterschaftsfinale erreichte und zum 6. Mal deutscher Meister wurde. Zudem hatten die Nürnberger bereits im Dezember 1935 den erstmals ausgetragenen Tschammerpokal, den Vorläufer des DFB-Pokals, gewonnen. Dieser zählt allerdings zur Saison 1934/35 und so wird diese Leistung nicht als offizielles Double anerkannt. Finalgegner der Nürnberger war Fortuna Düsseldorf, die nach 1933 zum 2. Mal das Finale erreichte, aber dort letztlich unglücklich unterlag.

## Teilnehmer an der Endrunde
| Verein                       | Qualifiziert als                       |
| SV Hindenburg Allenstein     | Meister des Gauliga Ostpreußen         |
| Viktoria Stolp               | Meister der Gauliga Pommern            |
| Berliner SV 92               | Meister der Gauliga Berlin-Brandenburg |
| Vorwärts-Rasensport Gleiwitz | Meister der Gauliga Schlesien          |
| PSV Chemnitz                 | Meister der Gauliga Sachsen            |
| 1. SV Jena                   | Meister der Gauliga Mitte              |
| Eimsbütteler TV              | Meister der Gauliga Nordmark           |
| Werder Bremen                | Meister der Gauliga Niedersachsen      |
| FC Schalke 04                | Meister der Gauliga Westfalen          |
| Fortuna Düsseldorf           | Meister der Gauliga Niederrhein        |
| Kölner CfR                   | Meister der Gauliga Mittelrhein        |
| FC Hanau 93                  | Meister der Gauliga Hessen             |
| Wormatia Worms               | Meister der Gauliga Südwest            |
| SV Waldhof 07                | Meister der Gauliga Baden              |
| Stuttgarter Kickers          | Meister der Gauliga Württemberg        |
| 1. FC Nürnberg               | Meister der Gauliga Bayern             |

## Gruppenspiele

### Gruppe A
| Pl. | Verein                   | Sp. | S | U | N | Tore    | Quote | Punkte |
| --- | ------------------------ | --- | - | - | - | ------- | ----- | ------ |
| 1.  | FC Schalke 04            | 6   | 5 | 0 | 1 | 022:700 | 3,14  | 10:20  |
| 2.  | PSV Chemnitz             | 6   | 5 | 0 | 1 | 019:900 | 2,11  | 10:20  |
| 3.  | Berliner SV 92           | 6   | 2 | 0 | 4 | 010:170 | 0,59  | 04:80  |
| 4.  | SV Hindenburg Allenstein | 6   | 0 | 0 | 6 | 006:240 | 0,25  | 0:12   |

| Datum          |                          | Ergebnis  | !Stadion                                                           |
| -------------- | ------------------------ | --------- | ------------------------------------------------------------------ |
| 05. April 1936 | FC Schalke 04            | 4:0 (2:0) | Berliner SV 92 \|Gelsenkirchen, Glückauf-Kampfbahn                 |
| 05. April 1936 | PSV Chemnitz             | 4:1 (2:1) | SV Hindenburg Allenstein \|Chemnitz, Stadion an der Gellertstraße  |
| 19. April 1936 | Berliner SV 92           | 1:4 (1:0) | PSV Chemnitz \|Berlin, Mommsenstadion                              |
| 19. April 1936 | SV Hindenburg Allenstein | 1:4 (1:2) | FC Schalke 04 \|Königsberg, Sportplatz am Friedländer Tor          |
| 26. April 1936 | FC Schalke 04            | 2:3 (1:0) | PSV Chemnitz \|Dortmund, Stadion Rote Erde                         |
| 26. April 1936 | Berliner SV 92           | 3:1 (1:0) | SV Hindenburg Allenstein \|Berlin, Stadion am Gesundbrunnen        |
| 03. Mai 1936   | PSV Chemnitz             | 4:1 (0:1) | Berliner SV 92 \|Chemnitz, Südkampfbahn                            |
| 03. Mai 1936   | FC Schalke 04            | 7:0 (4:0) | SV Hindenburg Allenstein \|Bochum, Stadion an der Castroper Straße |
| 10. Mai 1936   | Berliner SV 92           | 2:3 (1:2) | FC Schalke 04 \|Berlin, Poststadion                                |
| 10. Mai 1936   | SV Hindenburg Allenstein | 2:3 (2:0) | PSV Chemnitz \|Allenstein, Reiterkaserne                           |
| 17. Mai 1936   | SV Hindenburg Allenstein | 1:3 (1:2) | Berliner SV 92 \|Allenstein, Reiterkaserne                         |
| 17. Mai 1936   | PSV Chemnitz             | 1:2 (0:2) | FC Schalke 04 \|Dresden, Stadion am Ostragehege                    |

### Gruppe B
| Pl. | Verein                  | Sp. | S | U | N | Tore    | Quote | Punkte |
| --- | ----------------------- | --- | - | - | - | ------- | ----- | ------ |
| 1.  | Vorwärts RaSpo Gleiwitz | 6   | 5 | 0 | 1 | 021:900 | 2,33  | 10:20  |
| 2.  | Werder Bremen           | 6   | 4 | 0 | 2 | 022:110 | 2,00  | 08:40  |
| 3.  | Eimsbütteler TV         | 6   | 2 | 0 | 4 | 007:140 | 0,50  | 04:80  |
| 4.  | Viktoria Stolp          | 6   | 1 | 0 | 5 | 004:200 | 0,20  | 02:10  |

| Datum          |                         | Ergebnis  | !Stadion                                                        |
| -------------- | ----------------------- | --------- | --------------------------------------------------------------- |
| 05. April 1936 | Eimsbütteler TV         | 3:0 (2:0) | Vorwärts RaSpo Gleiwitz \|Hamburg, Stadion Hoheluft             |
| 05. April 1936 | Werder Bremen           | 6:0 (2:0) | Viktoria Stolp \|Bremen, Weserstadion                           |
| 19. April 1936 | Vorwärts RaSpo Gleiwitz | 5:2 (1:1) | Werder Bremen \|Gleiwitz, Jahnstadion                           |
| 19. April 1936 | Viktoria Stolp          | 1:0 (1:0) | Eimsbütteler TV \|Stolp, Joachim-Albrecht-Platz                 |
| 26. April 1936 | Vorwärts RaSpo Gleiwitz | 5:0 (3:0) | Viktoria Stolp \|Hindenburg O.S., Adolf-Hitler-Kampfbahn        |
| 26. April 1936 | Eimsbütteler TV         | 1:6 (1:2) | Werder Bremen \|Altona, Altona 93-Stadion                       |
| 03. Mai 1936   | Werder Bremen           | 2:4 (1:2) | Vorwärts RaSpo Gleiwitz \|Bremen, Weserstadion                  |
| 03. Mai 1936   | Eimsbütteler TV         | 2:1 (0:0) | Viktoria Stolp \|Hamburg, Stadion Hoheluft                      |
| 10. Mai 1936   | Vorwärts RaSpo Gleiwitz | 4:1 (2:0) | Eimsbütteler TV \|Gleiwitz, Jahnstadion                         |
| 10. Mai 1936   | Viktoria Stolp          | 1:4 (1:2) | Werder Bremen \|Stolp , Hindenburg-Kampfbahn                    |
| 17. Mai 1936   | Werder Bremen           | 2:0 (2:0) | Eimsbütteler TV \|Braunschweig, Eintracht-Stadion               |
| 17. Mai 1936   | Viktoria Stolp          | 1:3 (1:3) | Vorwärts RaSpo Gleiwitz \|Stettin, SC-Platz am Eckerberger Wald |

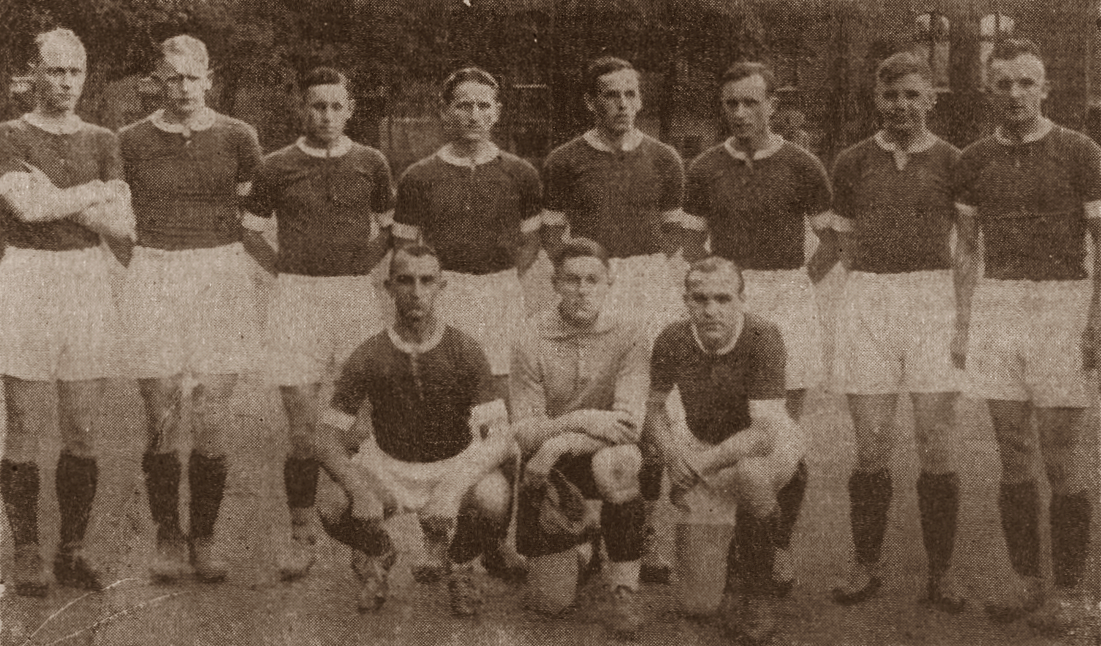
Der Meister der Gaugruppe B Vorwärts-Rasensport Gleiwitz

- Das Spiel vom 26. April 1936 VR Gleiwitz : Viktoria Stolp 5:0 fand in der Hindenburger Adolf-Hitler-Kampfbahn vor 12.000 Zuschauern statt.

(Quelle: Fußball – Illustrierte Sportzeitung, Nr. 18 vom 28. April 1936, Seite 20)
- Das Spiel am 19.April 1936 Viktoria Stolp : ETV 1:0 fand auf dem Germania-Platz statt, welcher lt. Wikipedia Joachim-Albrecht-Platz hieß

(Quelle Wikipedia Germania Stolp)
- Das Spiel am 10.Mai 1936 Viktoria Stolp : Werder Bremen fand im eigenen Stadion, der Hindenburg -Kampfbahn statt.

(Quelle : Fußball-Illustrierte Sportzeitschrift, Nr. Nr. 20 vom 12.Mai 1936, Seite 15 - Daß Viktoria Stolp auf eigenem Platz ... + Wikipedia Viktoria Stolp)

### Gruppe C
| Pl. | Verein              | Sp. | S | U | N | Tore    | Quote | Punkte |
| --- | ------------------- | --- | - | - | - | ------- | ----- | ------ |
| 1.  | 1. FC Nürnberg      | 6   | 5 | 1 | 0 | 019:400 | 4,75  | 11:10  |
| 2.  | Wormatia Worms      | 6   | 2 | 1 | 3 | 015:130 | 1,15  | 05:70  |
| 3.  | 1. SV Jena          | 6   | 2 | 0 | 4 | 007:130 | 0,54  | 04:80  |
| 4.  | Stuttgarter Kickers | 6   | 2 | 0 | 4 | 006:170 | 0,35  | 04:80  |

| Datum          |                     | Ergebnis  | !Stadion                                                                 |
| -------------- | ------------------- | --------- | ------------------------------------------------------------------------ |
| 05. April 1936 | 1. FC Nürnberg      | 2:0 (2:0) | Stuttgarter Kickers \|Nürnberg, Städtisches Stadion                      |
| 05. April 1936 | Wormatia Worms      | 3:1 (2:1) | 1. SV Jena \|Worms, Wormatia-Stadion                                     |
| 19. April 1936 | Stuttgarter Kickers | 3:2 (2:0) | Wormatia Worms \|Stuttgart, Waldau-Stadion                               |
| 19. April 1936 | 1. SV Jena          | 1:5 (0:2) | 1. FC Nürnberg \|Jena, Jenaer Sportfeld                                  |
| 26. April 1936 | Wormatia Worms      | 2:2 (1:1) | 1. FC Nürnberg \|Frankfurt am Main, Waldstadion                          |
| 26. April 1936 | Stuttgarter Kickers | 1:0 (1:0) | 1. SV Jena \|Eßlingen, Sportplatz der Sportfreunde                       |
| 03. Mai 1936   | Wormatia Worms      | 6:2 (4:0) | Stuttgarter Kickers \|Worms, Wormatia-Stadion                            |
| 03. Mai 1936   | 1. FC Nürnberg      | 3:0 (1:0) | 1. SV Jena \|Nürnberg, Zabo                                              |
| 10. Mai 1936   | Stuttgarter Kickers | 0:5 (0:2) | 1. FC Nürnberg \|Stuttgart, Adolf-Hitler-Kampfbahn                       |
| 10. Mai 1936   | 1. SV Jena          | 3:1 (2:1) | Wormatia Worms \|Jena, Jenaer Sportfeld                                  |
| 17. Mai 1936   | 1. FC Nürnberg      | 2:1 (1:1) | Wormatia Worms \|Augsburg, Schwaben-Platz                                |
| 17. Mai 1936   | 1. SV Jena          | 2:0 (1:0) | Stuttgarter Kickers \|Weimar, Wimaria-Stadion\|Thüringer Landeskampfbahn |

- Das Spiel am 26. April fand auf dem Sportplatz der Sportfreunde Eßlingen statt (Stuttgarter Kickers : 1.SV Jena 1:0) vor 7.000 Zuschauern . Das Eberhard-Bauer-Stadion wurde erst 1968 eröffnet , da das ursprüngliche Sportfreundegelände dem Neubau des Neckarkanals zum Opfer fiel .

(Quelle : Sportfreundeplatz : Fußball-Illustrierte Sportzeitung , Nr. 18 vom 28.April 1936 , Seite 18)
- Das Spiel am 17.Mai 1.SV Jena : Stuttgarter Kickers fand in der Thüringer Landeskampfbahn in Weimar statt.

(Quellen : Fußball - Illustrierte Sportzeitung , Nr. 21 vom 19.Mai 1936 , Seite 11 + Originalfußballprogramm von diesem Spiel )

### Gruppe D
| Pl. | Verein             | Sp. | S | U | N | Tore    | Quote | Punkte |
| --- | ------------------ | --- | - | - | - | ------- | ----- | ------ |
| 1.  | Fortuna Düsseldorf | 6   | 5 | 0 | 1 | 016:700 | 2,29  | 10:20  |
| 2.  | FC Hanau 93        | 6   | 2 | 1 | 3 | 009:600 | 1,50  | 05:70  |
| 3.  | SV Waldhof 07      | 6   | 2 | 1 | 3 | 006:100 | 0,60  | 05:70  |
| 4.  | Kölner CfR         | 6   | 2 | 0 | 4 | 004:120 | 0,33  | 04:80  |

| Datum          |                    | Ergebnis  | !Stadion                                                     |
| -------------- | ------------------ | --------- | ------------------------------------------------------------ |
| 05. April 1936 | Fortuna Düsseldorf | 3:1 (1:0) | FC Hanau 93 \|Duisburg, Wedaustadion                         |
| 05. April 1936 | SV Waldhof 07      | 2:0 (1:0) | Kölner CfR \|Karlsruhe, Phönix-Stadion am Wildpark           |
| 19. April 1936 | Kölner CfR         | 0:2 (0:1) | Fortuna Düsseldorf \|Köln, Radrennbahn                       |
| 19. April 1936 | FC Hanau 93        | 0:0       | SV Waldhof 07 \|Hanau, Stadion an der Aschaffenburger Straße |
| 26. April 1936 | SV Waldhof 07      | 0:4 (0:2) | Fortuna Düsseldorf \|Mannheim, Stadion                       |
| 26. April 1936 | FC Hanau 93        | 3:0 (1:0) | Kölner CfR \|Hanau, Stadion an der Aschaffenburger Straße    |
| 03. Mai 1936   | SV Waldhof 07      | 1:0 (0:0) | FC Hanau 93 \|Mannheim, Stadion                              |
| 03. Mai 1936   | Fortuna Düsseldorf | 3:0 (1:0) | Kölner CfR \|Düsseldorf, Rheinstadion                        |
| 10. Mai 1936   | FC Hanau 93        | 5:1 (3:1) | Fortuna Düsseldorf \|Kassel, Hessenkampfbahn                 |
| 10. Mai 1936   | Kölner CfR         | 3:2 (0:1) | SV Waldhof 07 \|Bonn, Schmidt-Schneiders-Stadion             |
| 17. Mai 1936   | Fortuna Düsseldorf | 3:1 (1:0) | SV Waldhof 07 \|Düsseldorf, Rheinstadion                     |
| 17. Mai 1936   | Kölner CfR         | 1:0 (1:0) | FC Hanau 93 \|Köln, Weidenpescher Park                       |

Das Stadion hieß von 1921-1927 Stadion am Lievelingsweg , 1927-1938 Schmidt-Schneiders-Stadion , ab 1938 Poststadion .
Quellen : 1. Fußball - Illustrierte Sportzeitung Nr. 20 vom 12.Mai 1936 , Seite 14 - Bonner Stadion mit Zementradbahn .
```
         2. Internetseite KuLaDig über die Namen des Poststadions .
```

## Halbfinale
| Datum         |                    | Ergebnis  | !Stadion                                                  |
| ------------- | ------------------ | --------- | --------------------------------------------------------- |
| 07. Juni 1936 | 1. FC Nürnberg     | 2:0 (0:0) | FC Schalke 04 \|Stuttgart, Adolf-Hitler-Kampfbahn         |
| 07. Juni 1936 | Fortuna Düsseldorf | 3:1 (0:1) | Vorwärts RaSpo Gleiwitz \|Dresden, Stadion am Ostragehege |

## Spiel um Platz 3
| Datum         |               | Ergebnis  | !Stadion                                      |
| ------------- | ------------- | --------- | --------------------------------------------- |
| 20. Juni 1936 | FC Schalke 04 | 8:1 (3:0) | Vorwärts RaSpo Gleiwitz \|Berlin, Poststadion |

## Finale

Fahne
zur Meisterschaft
am Frankenstadion

| 1. FC Nürnberg                                 | 1. FC Nürnberg | Fortuna Düsseldorf | Fortuna Düsseldorf |
| ---------------------------------------------- | --- | --- | ------------------ |
| 1. FC Nürnberg                                 | \| Sonntag, 21. Juni 1936 in Berlin (Poststadion) \| \| Ergebnis: 2:1 n. V. (1:1, 1:1) \| \| Zuschauer: 45.000 \| \| Schiedsrichter: Alfred Birlem (Berlin) \|                             | \| Sonntag, 21. Juni 1936 in Berlin (Poststadion) \| \| Ergebnis: 2:1 n. V. (1:1, 1:1) \| \| Zuschauer: 45.000 \| \| Schiedsrichter: Alfred Birlem (Berlin) \|                                      | Fortuna Düsseldorf |
| 1. FC Nürnberg                                 | Georg Köhl – Willi Billmann, Andreas Munkert – Hans Uebelein, Heinz Carolin, Richard Oehm – Karl Gußner, Max Eiberger, Georg Friedel, Seppl Schmitt, Richard Schwab Cheftrainer: Hans Kalb | Willi Pesch – Paul Janes, Paul Bornefeld – Paul Mehl, Jakob Bender, Edmund Czaika – Ernst Albrecht, Willi Wigold, Josef Nachtigall, Felix Zwolanowski, Stanislaus Kobierski Cheftrainer: Karl Höger | Fortuna Düsseldorf |
| 1. FC Nürnberg                                 | 1:1 Eiberger (34.) 2:1 Gußner (120.) | 0:1 Nachtigall (3.) | Fortuna Düsseldorf |
| 1. FC Nürnberg                                 | Besonderheit: Schiedsrichter Birlem erkennt einen Treffer von Czaika für Düsseldorf in der 95. Minute nicht an.                                                                            | | Fortuna Düsseldorf |
| Sonntag, 21. Juni 1936 in Berlin (Poststadion) | | |                    |
| Ergebnis: 2:1 n. V. (1:1, 1:1)                 | | |                    |
| Zuschauer: 45.000                              | | |                    |
| Schiedsrichter: Alfred Birlem (Berlin)         | | |                    |